# Manic Miner
Manic Miner è un classico videogioco a piattaforme originariamente scritto per ZX Spectrum da Matthew Smith e pubblicato da Bug-Byte nel 1983 (più tardi riedito da Software Projects). Fu un successo, apprezzato dalla critica anche per la sua difficoltà, sia in termini di riflessi che di strategia richiesti, e venne convertito ufficialmente per molte altre piattaforme. Questo è il primo gioco della serie dedicata a Miner Willy ("Willy il Minatore"), composto da altri due titoli: Jet Set Willy e Jet Set Willy II.

## Modalità di gioco
Il gioco è composto da livelli a schermata fissa, chiamati caverne, composti perlopiù da piattaforme, sulle quali Willy può soltanto muoversi orizzontalmente e saltare. Occasionalmente sono presenti anche pareti verticali, nastri trasportatori, piattaforme che si consumano e spariscono quando Willy ci passa sopra.
In ciascuna delle venti caverne ci sono diverse chiavi lampeggianti, o altri tipi di oggetti equivalenti, che devono essere raccolte prima che la riserva di ossigeno si esaurisca. Una volta raccolte le chiavi della singola caverna, si deve raggiungere la porta (nel frattempo divenuta lampeggiante), che porterà alla caverna successiva.
Devono essere evitati nemici fissi e mobili, come ragni, sabbie mobili, macchine per l'estrazione mineraria, fiori velenosi, e cose ancora più strane come telefoni, canguri, lavandini, e parodie di altri videogiochi. Se si viene toccati da un nemico si perde una delle vite a disposizione e occorre cominciare da capo il livello; la stessa cosa succede se si cade da altezze troppo elevate.

### Le caverne
Se nella schermata introduttiva si attende un po', vengono mostrate delle anteprime di tutte le caverne.
1. Central Cavern
2. The Cold Room
3. The Menagerie
4. Abandoned Uranium Workings
5. Eugene's Lair
6. Processing Plant
7. The Vat
8. Miner Willy meets the Kong Beast
9. Wacky Amoebatrons
10. The Endorian Forest
11. Attack of the Mutant Telephones
12. Return of the Alien Kong Beast
13. Ore Refinery
14. Skylab Landing Bay
15. The Bank
16. The Sixteenth Cavern
17. The Warehouse
18. Amoebatrons' Revenge
19. Solar Power Generator
20. The Final Barrier

## Audio
Sullo ZX Spectrum questo fu il primo gioco pubblicato ad avere una colonna sonora durante l'azione di gioco e non solo nella presentazione.
La musica che accompagna il gioco (non in tutte le conversioni) è una versione elettronica della composizione Nell'antro del re della montagna di Edvard Grieg, cioè una musica di scena creata per musicare la rappresentazione teatrale di Peer Gynt, un dramma composto dal norvegese Henrik Ibsen; quella della schermata del titolo è invece Sul bel Danubio Blu di Johann Strauss II.